# 东北婆婆纳
东北婆婆纳（学名：Veronica rotunda var. subintegra）为車前草科婆婆纳属下的一个变种。

## 扩展阅读
- 維基物種上的相關：东北婆婆纳